# Arboretum Koblenz

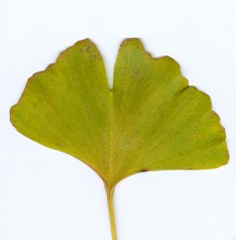
Ginkgoblatt, das Symbol des Arboretum Koblenz

Das Arboretum Koblenz ist ein gut 4,5 Hektar großes Arboretum (Baumsammlung) im Stadtteil Goldgrube der kreisfreien Stadt Koblenz in Rheinland-Pfalz. Auf dem Gelände des Hauptfriedhofs werden mehr als 220 Laubbaumarten, etwa 75 Nadelbaumarten und etwa 250 Straucharten aus aller Welt präsentiert. Symbol des Arboretums ist ein Ginkgoblatt. Das Arboretum ist das ganze Jahr über frei zugänglich. Hinweistafeln erklären Herkunft, Besonderheiten, Holzeigenschaften und Verwendung der Bäume und Straucharten.

## Geschichte

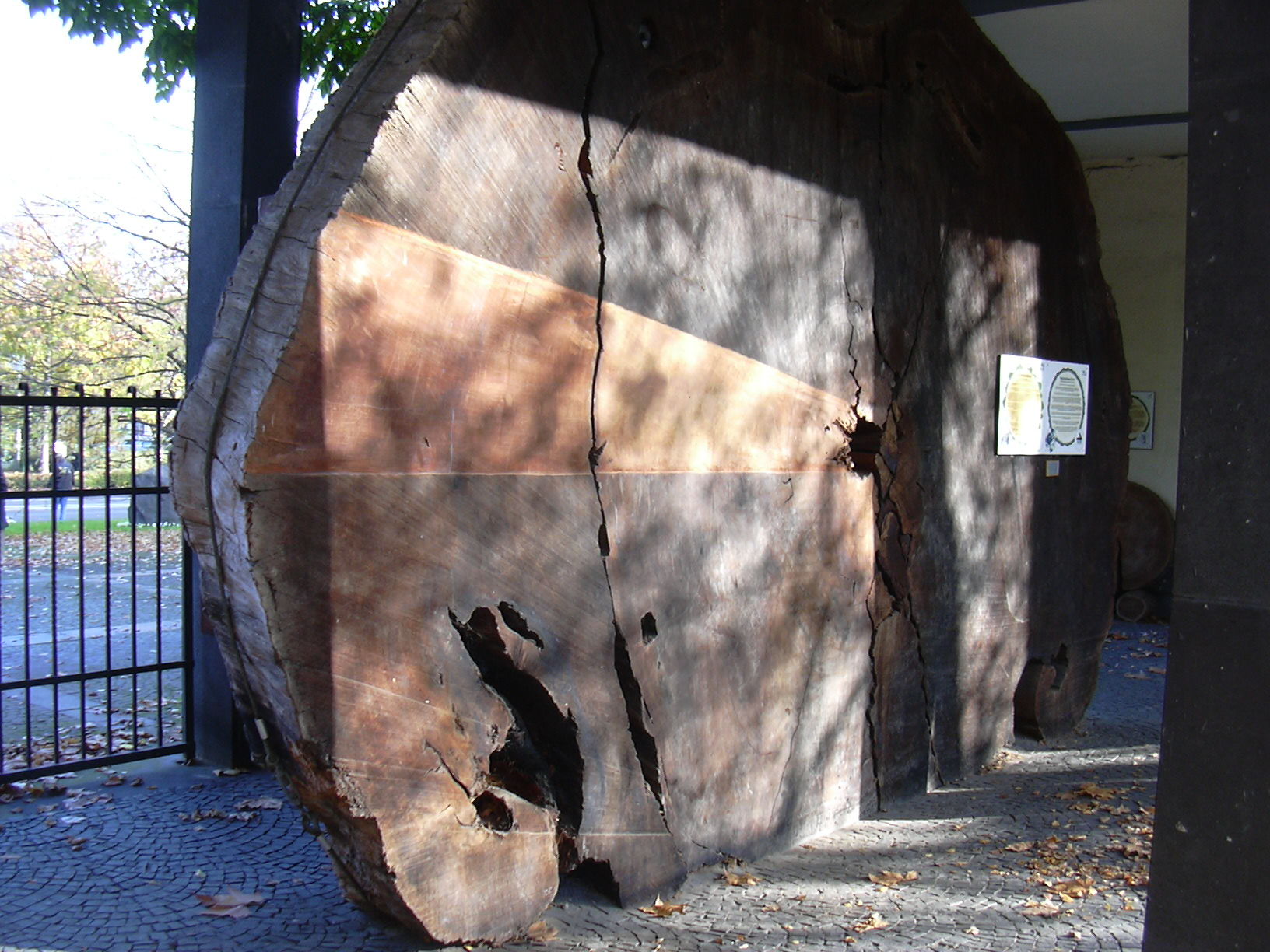
Mamutbaumscheibe im Eingangsbereich des Koblenzer Friedhof

Die Geschichte des Koblenzer Arboretum begann 1967 mit der Aufzucht von Bäumen und Sträuchern durch das Garten- und Friedhofsamt und der anschließenden Pflanzung entlang der Fußgängerachse. Durch den 1997 erfolgten Zukauf eines ehemaligen Kleingartengeländes konnte das Gelände des Hauptfriedhofs erweitert werden. Anschließend wurde das Hanggelände, dank der Baumspenden durch Koblenzer Bürger, bepflanzt und die Sammlung in den 1980er Jahren, durch Initiative des Gartenbaudirektors Wilhelm Wolf, gezielt ergänzt.
Offiziell eingeweiht wurde es anlässlich der 2000-Jahr-Feier der Stadt im Jahr 1992. Auf dem Gelände sind mehr als 220 Laubbaumarten, etwa 75 Nadelbaumarten und etwa 250 Straucharten aus aller Welt zu sehen. Symbol des Arboretums ist ein Ginkgoblatt.
Liste einiger Baum- und Straucharten des Arboretums:
- Bergulme (Ulmus glabra)

- Himalayazeder (Cedrus deodara)

- Liebesperlen-Strauch (Callicarpa giraldi)

- Taschentuch-Baum (Davidia involocrata)

- Weiden-Eiche (Quercus phellos)

Bei der 2000-Jahr-Feier wurde im Eingangsbereich (Beatusstraße) eine 2300 Jahre alte Mammutbaumscheibe aufgestellt. Der 1945 in 2.450 m hohen Gebirgslagen der kalifornischen Sierra Nevada umgestürzte Riesenmammutbaum war 31 m hoch und sein Alter geht nach der Jahresringzählung (Dendrochronologie) auf etwa 250 v. Chr. zurück. Ein Koblenzer Gartenarchitekt organisierte 1991 zusammen mit seiner Frau und mit Hilfe von Sponsoren den Abtransport der Scheibe von 5,4 m Durchmesser.
Die Bundeswehr transportierte die Scheibe kostenlos von den USA nach Emden. Sie wurde Oberbürgermeister Willi Hörter (1930–1996) 1992 zur 2000-Jahr-Feier der Stadt Koblenz als Geschenk überreicht. Der Friedhof und das Arboretum wurden 2002 in das UNESCO-Welterbe Oberes Mittelrheintal aufgenommen.
In seiner Arboretum Eröffnungsrede betonte der Gartenbaudirektor Wilhelm Wolf:
„Die heimischen Gehölze leiden unter der von Jahr zu Jahr zunehmenden Luftverschmutzung und Strahlungsintensität. Es gehört zu meinen traurigsten Erfahrungen, in dieser Stadt mit ansehen zu müssen, wie Linden, Eichen und Ahorne vor sich hinsterben. Im Gegensatz dazu präsentieren sich einige fremdländische Gehölze in der Innenstadt gesund und farbenprächtig – wie Trompetenbäume aus dem südlichen Nordamerika und Blauglockenbäume aus China“